# Birgitta Fritz
Inga Birgitta Fritz, född Wepsäläinen den 31 januari 1935 i Stockholm, död den 11 augusti 2021 i Kungsholmens distrikt  i Stockholm, var en svensk medeltidshistoriker. Hon disputerade 1972 på den banbrytande avhandlingen Hus, land och län. Förvaltningen i Sverige 1250-1434  (del 2 utkom 1973) och var docent vid Stockholms universitet. Hon var huvudredaktör för Svenskt Diplomatarium vid Riksarkivet från 1977 till 1999. Fritz pensionerades år 2000. 
Hon gifte sig 1958 med professorn i ekonomisk historia Sven Fritz.